# Ингоберт (епископ Уржеля)
Ингобе́рт (кат. Ingobert, исп. Ingoberto; умер после 12 октября 893) — епископ Уржеля (885—893). Бо́льшую часть своего понтификата провёл в борьбе за обладание уржельской кафедрой с неканонически избранным епископом Эсклуа.

## Биография
Точная дата избрания Ингоберта в епископы Уржеля неизвестна. Хотя единственное датированное известие о его предшественнике, епископе Галдерике, относится к 878 году, традиционно датой получения Ингобертом кафедры считается 885 год — дата первого достоверного упоминания о нём в исторических источниках. В этом году хроники сообщают о тяжёлой болезни епископа Ингоберта, из-за которой он 15 августа не смог присутствовать на интронизации нового архиепископа Нарбонны святого Теодарда, суффраганом которого был епископ Уржеля.
Воспользовавшись возникшими в Каталонии и Лангедоке слухами о смерти Ингоберта, его враги — граф Пальярса и Рибагорсы Рамон I и графы Ампурьяса Суньера II и Дела — предложили занять уржельскую кафедру гасконцу Эсклуа, в конце года с нарушением церковных канонов посвящённому в епископский сан только двумя епископами. Прибыв в 886 году в Сео-де-Уржель, Эсклуа изгнал из города Ингоберта, который, не получив помощи от графа Барселоны Вифреда I Волосатого, во владения которого входило графство Уржель, обратился за защитой к архиепископу Теодарду Нарбоннскому. В 887 году в городе Порт (около Нима) был созван собор епископов Нарбонского диоцеза, который осудил Эсклуа. Однако Эсклуа к этому времени уже заручился поддержкой епископов Испанской марки (в том числе, Фродоина Барселонского и Годмара Викского) и в конце этого года собор каталонских епископов, собравшийся в Сео-де-Уржеле, полностью оправдал нового епископа Уржеля. В 888 году Эсклуа предпринял ряд шагов, направленных на расширение своего влияния: он изгнал недавно избранного епископа Жироны Сервуса, друга Ингоберта, посвятив в новые епископы Эрмериха, а также, отделив несколько областей от Уржельского епископства, по просьбе графа Рамона I образовал здесь новое епископство Пальярс, возведя на эту кафедру епископа Адульфа. Стремясь избавиться от подчинения архиепископу Нарбонны, Эсклуа возложил на себя сан архиепископа Таррагоны, который был вакантен с момента арабского завоевания Пиренейского полуострова, и в этом качестве был признан другими епископами Испанской марки. Эти действия Эсклуа заставили архиепископа Теодарда 1 марта 889 года собрать новый церковный собор, однако, не имея поддержки каталонских графов, участники собора ограничились только призывом возвратить кафедры Уржеля и Жироны их законным владельцам, Ингоберту и Сервусу Деи.
Ситуация изменилась в 890 году, после того как графы Ампурьяса Суньер II и Дела с помощью епископа Эрмериха захватили принадлежавшее Вифреду I Волосатому графство Жирона. Граф Барселоны, изгнав графов Ампурьяса из Жироны, поддержал противников Эсклуа. По инициативе святого Теодарда 17 ноября 890 года в Порте состоялся новый собор, на котором присутствовали не только епископы Нарбоннского диоцеза, но и иерархи из соседних епархий. В отсутствие Эсклуа, Фродоина и Эрмериха собор постановил лишить их занимаемых ими кафедр. Однако эти епископы отказались подчиниться решениям собора и ещё некоторое время продолжали управлять своими епархиями. Окончательно Эсклуа и его сторонники были осуждены в 892 году собором в Сео-де-Уржеле, на котором Эсклуа, Фродоин и Эрмерих полностью признали свою вину и были вынуждены покинуть возглавляемые ими епархии.
О жизни Ингоберта во время изгнания почти ничего не известно. После 886 года снова он впервые упоминается только в документе, датированном 9 января 890 года, когда Ингоберт вновь как епископ Уржеля освятил церковь Сан-Клементе-де-Ардонале. Поддержка графа Барселоны позволила Ингоберту позднее в этом году возвратиться в Сео-де-Уржель, где, вероятно, он до 892 года разделял епископскую власть с Эсклуа. Известно об освящении Ингобертом 30 октября 891 года частично сохранившейся до наших дней церкви Сан-Андреу-де-Балтарга — это первое упоминание Балтарги в исторических источниках, отмечаемое местными жителями как день основания города.
В последний раз епископ Ингоберт упоминается 12 октября 893 года при освящении церкви Санта-Мария-де-Мерлес. После этой даты о епископах Уржеля нет сведений до 899 года, когда главой Уржельской епархии называется уже епископ Нантигис. Каталог епископов Уржеля из монастыря в Герри (XII век) даёт Ингоберту десять лет понтификата.